# Улица Бејкер
Улица Бејкер је улица у округу Мерилебон у граду Вестминстер у Лондону. Име је добила по неимару Вилијаму Бејкеру, који је уредио улицу у 18. веку. Улица је најпознатија по својој повезаности са књижевним детективом Шерлоком Холмсом, који је живео на измишљеној адреси Улица Бејкер 221б. Област је првобитно била стамбена, али сада је углавном заузимају пословни простори.

## Локација
Улица Бејкер је прометна саобраћајница, која чини део пута А41. У фебруару 2019. године, улица Бејкер је претворена из једносмерне јужне улице у двосмерну.
Протеже се јужно од Риџентс парка, прелази Парк Роуд, паралелно са Глостер плејсом, и укршта се са Мерилебон Роудом, Јорк улицом, Портман сквером и Вигмор улицом. На раскрсници са Вигмор улицом, прелази у улицу Орчард која се завршава код улице Оксфорд.
Раскрсница Улице Бејкер и Мерилебон Роуда је историјски била позната као Мерилебон циркус, што је још увек његово незванично име.

## Историја
Улицу Бејкер је у 18. веку изградио неимар Вилијам Бејкер, по коме је и добила име.
Године 1835. у улици Бакер отворен је први музеј воштаних фигура Мадам Тисо. Музеј се преселио, одмах иза угла, на Мерилебоне Роад 1884. године. Такође 1835. године, вајар Џејмс Филанс је живио и радио у улици Бејкер број 82.
Становници виле Чилтерн Корт на крају Бејкер улице код Риџентс парка, били су и романописци Арнолд Бенет и Х. Г. Велс, што је обележено спомен плочама.
Године 1940. седиште Управе за специјалне операције преселило се у улицу Бејкер број 64.
Од 1967. до 1968. године, улица Бејкер 94 је била дом Apple Boutique, једног од првобитних предузећа Битлса.
Године 1971. у улици Бејкер догодила се велика пљачка филијале Лојдс банке.
Дуги низ година седиште компаније Marks & Spencer било је у „Мајкл Хаусу“, у улици Бејкер број 55, све док се компанија није преселила у басен Падингтон 2004. године. Ово је била једна од најпознатијих корпоративних зграда у Уједињеном Краљевству, а од тада је преуређена у модеран канцеларијски комплекс.
У знак сећања на премијера Вилијама Пита Млађег који је живео у улици Бејкер број 120 од 1803. до 1804. године постављена је спомен плоча.  Британска певачица Дасти Спрингфилд живела је у улици Бејкер шездесетих година 20. века.
Године 1990. отворен је Музеј Шерлока Холмса у улици Бејкер.
Сејшели имају конзулат у улици Бејкер број 11.
У улици се налази станица лондонског метроа Бејкер стрит, једна од најстаријих преживелих метро станица на свету. У суседству је канцеларија изгубљене имовине Транспорта за Лондон.

## У популарној култури
- Ликови из књижевности и филма који су живели у улици, Шерлок Холмс,[8] Базил из Улице Бејкер (Миш Базил, велики детектив),[9] Шерлок Хаунд, Опасни миш,[10] Секстон Блејк, Карланд Крос и Џејмс Блак, лик из манге Детектив Конан.
- „Улица Бејкер” је песма Џерија Рафертија, објављена 1978. године. Песма је била велики светски хит, достигавши број 3 у Великој Британији и број 2 на Билборд Хот 100 листи. Песма је објављена на истоименом албуму.
- „Муза улице Бејкер” је песма Џетро Тала са албума Minstrel in the Gallery, који је објављен 1975. године. Улица Бејкер се често помиње у текстовима песама Џетро Тала.
- Филм Пљачка (The Bank Job) из 2008. заснован је на пљачки Лојдс банке у улици Бејкер 1971. године.

## Галерија
- Станица метроа Улица Бејкер
- Музеј Шерлока Холмса
- Продавница Битлса